# Tianeti (gemeente)
Tianeti (Georgisch: თიანეთის მუნიციპალიტეტი, Tianetis munitsipaliteti) is een gemeente in het noordoosten van Georgië, gelegen in de regio (mchare) Mtscheta-Mtianeti. De gemeente heeft een oppervlakte van 906,3 km² en 10.819 inwoners (2024). De gelijknamige plaats is het bestuurlijk centrum. De gemeente is de bron van de Iori, een belangrijke linkerzijrivier van de Mtkvari.

## Geschiedenis
Het bestuurlijke gebied van de gemeente Tianeti komt vrijwel geheel overeen met de historische Georgische regio Ertso-Tianeti, dat onderdeel was van Kachetië en het fusiekoninkrijk Kartli-Kachetië. In 1801 annexeerde het Russische Rijk Kartli-Kachetië, waarmee het gebied onder Russisch gezag kwam te staan. De contouren van de moderne bestuurlijke indeling van Georgië werden geschapen door de bestuurlijke onderverdeling in de Georgische gouvernementen.

### In Russisch Rijk

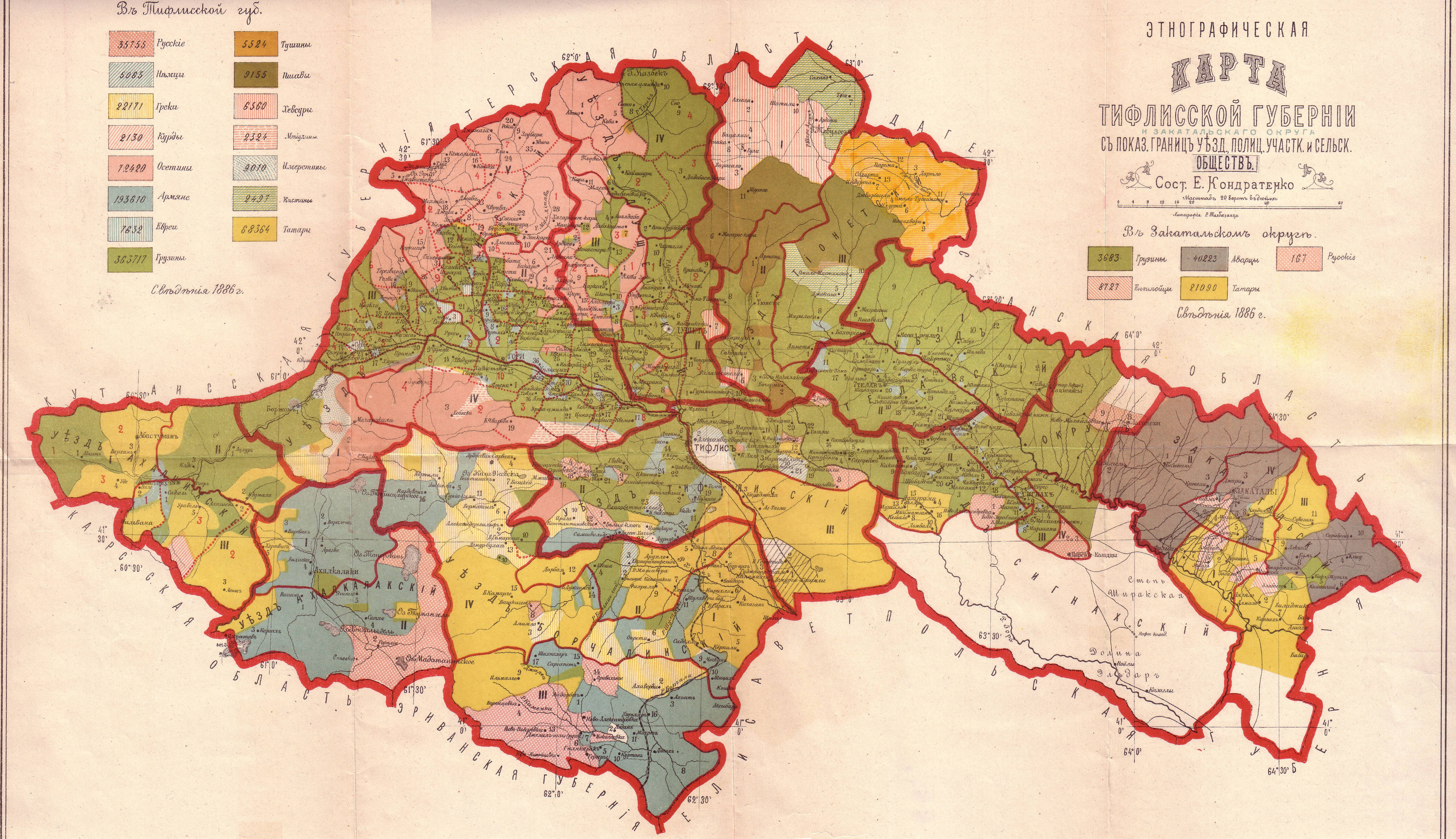
Gouvernement Tiflis: oejezd Tianeti middenboven, met II het oetsjastok Ertso (1886).

Tianeti werd in 1843 onderdeel van het okroeg (regio) Toesjino-Psjavo-Chevsoerski, dat in 1846 opgenomen werd in Gouvernement Tiflis. Het okroeg omvatte de historische regio's Chevsoeretië, Psjavi, Toesjeti en Ertso-Tianeti. Het dorp Tianeti werd het bestuurlijk centrum van dit okroeg. In 1859 werd de regio hernoemd in het okroeg Tianeti, dat in 1874 vervolgens werd hervormd in een oejezd (provincie) met dezelfde naam. Het oejezd, ook wel Mazra geheten in het Georgisch, werd vervolgens onderverdeeld in drie districten, zogeheten oetsjastoks (Russisch: участокъ), te weten Psjavo-Chevsoeretië, Toesjeti-Kacheti en Ertso. Het gebied van de hedendaagse gemeente Tianeti komt overeen met het toenmalige oetsjastok Ersto.

### Aanleg wegen
Arnold Zisserman, klerk en later senior assistent voor prins Tsjolokasjvili, hoofd van het okroeg Toesjino-Psjavo-Chevsoerski voor de Russische onderkoning voor de Kaukasus Michail Vorontsov, had tussen 1844 en 1848 zijn standplaats in Tianeti. De prins bleef tot zijn dood in 1847 zijn residentie in Matani (Kacheti) behouden. Een van Zisserman's belangrijkste inspanningen in het district omhelsden de verbetering van de bereikbaarheid van Tianeti, dat toen nog alleen te paard en niet met een koets te bereiken was.
Zisserman was als ambtenaar verantwoordelijk voor de aanleg van de wegen naar Tiflis, Kacheti en Ananoeri (aan de Georgische Militaire Weg) om het vervoer van wijn per wagen vanuit Kacheti naar Rusland te verbeteren. Daarnaast was ook het doel om het regionale bestuurscentrum per wagen te verbinden met de hoofdstad van de Kaukasus, Tiflis. Hiermee legde Zisserman de basis voor de hedendaagse regionale hoofdwegen.

### Vorming district
Het oejezd Tianeti werd in 1924 opgeheven en was tot 1929 onderdeel van het oejezd Doesjeti om tot 1930 kortstondig onderdeel te zijn van het oejezd Tiflis. Tijdens de bestuurlijke herindelingen van de Sovjet-Unie in 1929-1930 van de Sovjet-Unie werd het rajon (district) Tianeti gecreëerd. Het had eerst de naam Ertso-Tianeti en was tot 1932 onderdeel van het oblast Tiflis. Daarna werd het een zelfstandig rajon. In het onafhankelijke Georgië werd het district in 1995 onderdeel van de nieuw opgerichte regio (mchare) Mtscheta-Mtianeti en in 2006 werd het district omgevormd naar een gemeente (municipaliteit).

## Geografie

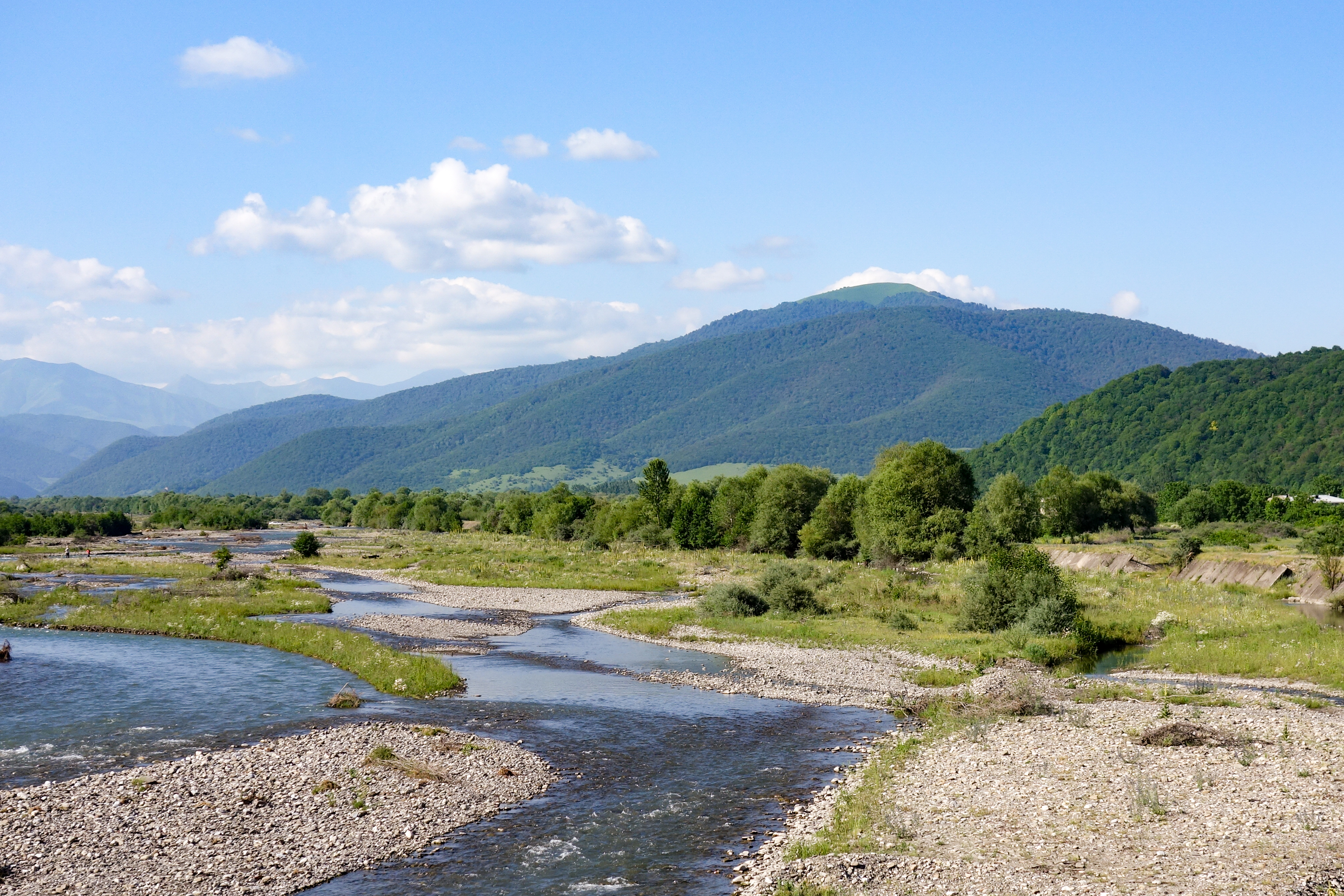
Iori-rivier en de berg Tsjiaoeri vanaf Tianeti.

De gemeente Tianeti strekt zich in noord-zuid richting uit over ongeveer 60 kilometer, en vormt het bovenste stroomgebied van de Iori dat hier helemaal omsloten is met bergen. Het is een bergachtig gebied met de Iori-vallei en de zuidelijk gelegen Ertso-depressie als centrale gebieden. Tianeti grenst aan vier gemeenten, met langs de gehele westkant en het noorden ligt Doesjeti, terwijl de hele oostkant grenst aan Achmeta (regio kacheti). In het zuiden liggen ten slotte de gemeenten Sagaredzjo en Mtscheta.

### Kartli- en Kachetigebergtes
Tianeti wordt vanuit het noorden omsloten door twee noord-zuid gebergtes van de Grote Kaukasus, de Kartli- en Kachetigebergtes die de westelijke en oostelijke grenzen vormen. De gebergtes beginnen in het noorden net buiten de gemeente bij de 3276 meter hoge berg Giorgi Anksjelidze. Deze eerder naamloze berg werd in 2018 vernoemd naar een Georgische soldaat die door marteling omkwam in de Russisch-Georgische Oorlog van 2008. Deze berg is de waterscheiding van de rivieren Iori, Alazani en Psjavi Aragvi.
In het noorden van de gemeente worden hoogtes tot 3000 meter boven zeeniveau bereikt, waarvan de Tsjitsjo in het Kartligebergte de hoogste top is (3076 m). Het Kartligebergte loopt in het zuiden over in de Sabadoeri bergrug die in een zuidoostelijke draai de zuidelijke begrenzing vormt en de Ertso-depressie omsluit. Dit deel van de gemeente is onderdeel van het nationaal park Tbilisi. Het Kachetigebergte loopt in het zuiden van de gemeente over in het Gomborigebergte, een dominante bergrug in de regio Kacheti, die de Alazani en Iori stroomgebieden van elkaar scheidt.

### Iori
De Iori ontspringt in het noordoosten van Tianeti en stroomt via Ertso en het zuidoosten van de gemeente door een kloof tussen de Sabadoeri- en Gomborigebergtes naar het Iori Hoogland in Kacheti. In het zuiden van de gemeente ligt de Ertsodepressie, een dal omsloten door voornoemde bergruggen met een lengte van ongeveer 10 kilometer en een breedte van 5-6 kilometer, wat het historisch tot centrum van het gebied maakte. Het ligt op een hoogte van onegeveer 1000 meter boven zeeniveau.

### Sioni-reservoir

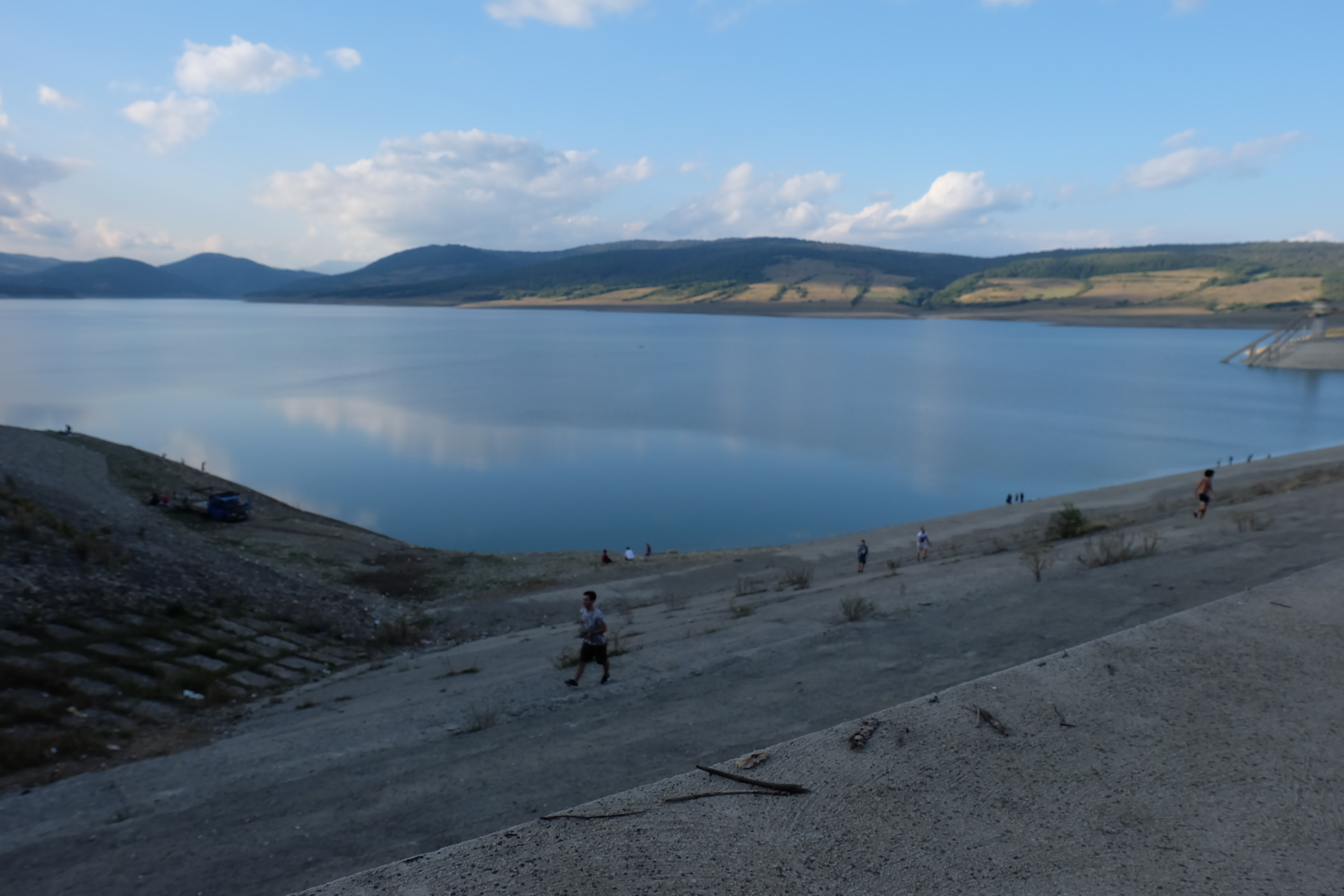
Sionireservoir, derde grootste in Georgië.

In het zuidoosten van de gemeente, bij het daba Sioni ligt het 12,8 km² grote Sioni-reservoir dat tot stand kwam door het afdammen van de rivier Iori. In 1963 werd het reservoir voor de lokale waterhuishouding en energieproductie in bedrijf gesteld. Het reservoir heeft een maximale diepte van circa 68 meter en een maximaal watervolume van 325 miljoen m³, en is daarmee het derde grootste reservoir in Georgië.
Voor het meer moest de oorspronkelijke nederzetting Sioni en het dorp Keboeli geofferd worden. Ook middeleeuws cultureel erfgoed op de oevers van de rivier werd geofferd. Een kerk uit de 5e eeuw werd ontmanteld en in het etnografisch openluchtmuseum van Tbilisi opgebouwd.

## Demografie
Begin 2024 telde de gemeente Tianeti 10.819 inwoners, een groei van bijna 14% ten opzichte van de volkstelling van 2014.
| Gemeente Tianeti                                                        | -     | -     | 17.628 | 18.559 | 17.341 | 16.554 | 15.128 | 14.014 | 9.468 | 10.182 | 10.819 |  |  |  |
|                                                                         |       |       |        |        |        |        |        |        |       |        |        |  |  |  |
| Tianeti                                                                 | 1.089 | 1.381 | 1.908  | 2.319  | 3.546  | 4.105  | 4.266  | 3.598  | 2.479 | 3.021  | 3.295  |  |  |  |
| Sioni                                                                   | -     | 201   | -      | -      | 429    | 605    | 487    | 438    | 371   | 290    | 289    |  |  |  |
| Verantwoording data: Bevolkingsstatistiek Georgië 1897 tot heden. Noot: |       |       |        |        |        |        |        |        |       |        |        |  |  |  |

### Etniciteit en religie
De bevolking van Tianeti bestond in 2014 vrijwel geheel uit Georgiërs (99,4%), op een klein aantal Osseten, Russen, Armeniërs, Grieken en Oekraïners na. Vrijwel alle inwoners waren volgens de volkstelling van 2014 Georgisch-Orthodox (98,8%), met enkele tientallen jehova's als enige geloofsminderheid.

## Administratieve onderverdeling

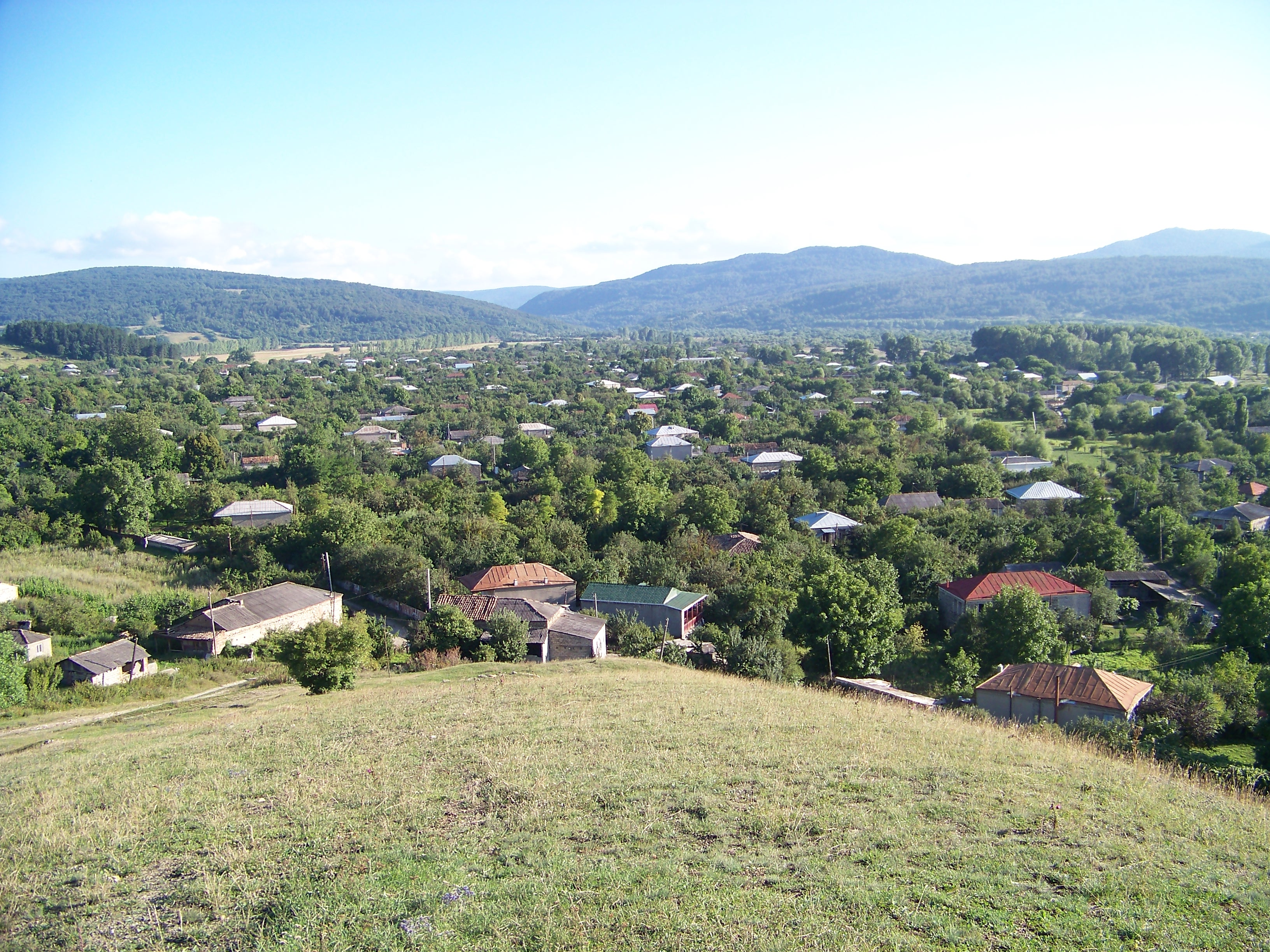
De gemeente bestaat uit veel dorpen.

De gemeente Tianeti is administratief onderverdeeld in 12 gemeenschappen (თემი, temi) met in totaal 84 dorpen (სოფელი, sopeli) en twee 'nederzettingen met een stedelijk karakter' (დაბა, daba). Deze zijn het bestuurlijk centrum Tianeti en Sioni.

## Bestuur

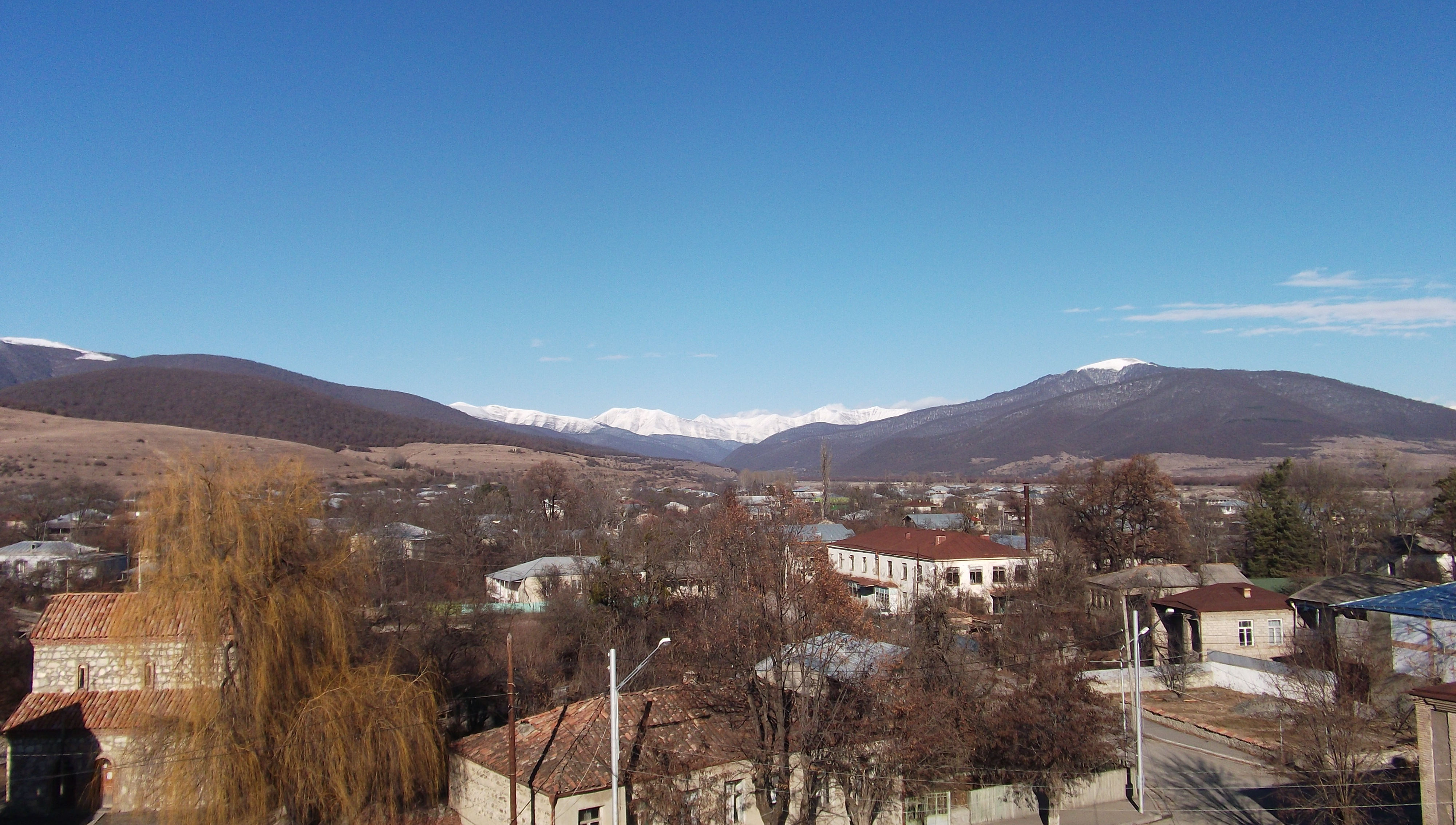
Gemeentelijk centrum Tianeti.

De gemeenteraad van Tianeti (Georgisch: საკრებულო, sakreboelo) wordt elke vier jaar gekozen in een gemengd kiesstelsel. Een deel wordt via enkelvoudige kiesdistricten gekozen en een deel via evenredige vertegenwoordiging van gesloten partijlijsten, waarvoor een kiesdrempel geldt van drie procent.
| Partij | Partij                              | 2014 | 2017 | 2021 |
| ------ | ----------------------------------- | ---- | ---- | ---- |
|        | Georgische Droom (GD)               | 17   | 18   | 17   |
|        | Voor een Verenigd Georgië           |      | 7    | 5    |
|        | Verenigde Nationale Beweging (UNM)  | 1    | 1    | 4    |
|        | Boerdzjanadze - Verenigde Oppositie | 5    |      |      |
|        | Overige partijen                    | 4    | 1    | 1    |
| Totaal | Totaal                              | 27   | 27   | 27   |

## Bezienswaardigheden

Atsjili-klooster in Nadokra.

Tianeti is een gebied met een rijke culturele geschiedenis. Er zijn nog een aantal oude gebouwen en ruïnes te zien.
- Botsjorma-fort uit de 10e eeuw. Gelegen op een belangrijke strategische plek.[32] Er staat ook een middeleeuwse kerk.
- Ertso-fort, het restant van een verdedigingswerk.
- Zjebota Mariamtsminda klooster uit de hoge middeleeuwen.[33]
- Atsjili-klooster in het dorp Nadokra. Twee hallenkerken uit de 8e eeuw en een middeleeuwse woontoren van vijf verdiepingen.[34]

## Vervoer
Het zuidelijke deel van de gemeente is vanuit de buurgemeenten goed bereikbaar via verschillende nationale wegen: de Georgische nationale route Sh27 (Zjinvali - Tianeti), de Sh30 (Tbilisi - Tianeti) en de verbindingsroute uit Kacheti, de Sh43 (Lagodechi - Kvareli - Achmeta - Tianeti).